# Onthophagus scabriusculus
Onthophagus scabriusculus là một loài bọ cánh cứng trong họ Bọ hung (Scarabaeidae).